# المجلس الأوروبي للإفتاء والبحوث
المجلس الأوروبي للإفتاء والبحوث (بالإنجليزية: The European Council For Fatwa and Research ; بالفرنسية: Conseil européen pour la fatwa et la recherche) هي هيئة إسلامية متخصصة ومستقلة، تتكون من مجموعة من العلماء المسلمين من عدة أماكن من العالم. 
 تم تأسيسها يومي 29 و30 مارس 1997 وذلك بمبادرة من اتحاد المنظمات الإسلامية في أوروبا. يقع مقرها في دبلن في جمهورية أيرلندا.

من أهم القرارات التي اتخذها المجلس هي الاعتماد على الحساب الفلكي للدخول في الأشهر القمرية وخاصة شهر رمضان وذلك في أوروبا خاصة وبقية العالم عامة وذلك بهدف توحيد المسلمين ولم شملهم وذلك في 2009.

## اللقاء التأسيسي
عقد اللقاء التأسيسي للمجلس الأوروبي للإفتاء والبحوث في مدينة لندن في بريطانيا بين 29 و30 مارس 1997، بحضور ما يزيد عن خمسة عشر عالما من علماء المسلمين. كان ذلك تلبية لدعوة من قبل اتحاد المنظمات الإسلامية في أوروبا.

في هذا اللقاء تم إقرار مسودة النظام الأساسي لهذا المجلس.

## أهدافه
حدد المجلس أهدافه كما يلي:
- إيجاد التقارب بين علماء الساحة الأوروبية، والعمل على توحيد الآراء الفقهية فيما بينهم، حول القضايا الفقهية المهمة.
- إصدار فتاوى جماعية تسد حاجة المسلمين في أوروبا وتحل مشاكلهم، وتنظم تفاعلهم مع المجتمعات الأوروبية، في ضوء أحكام الشريعة الإسلامية ومقاصدها.
- إصدار البحوث والدراسات الشرعية، التي تعالج الأمور المستجدة على الساحة الأوروبية بما يحقق مقاصد الشرع ومصالح الخلق.
- ترشيد المسلمين في أوروبا عامة وشباب الصحوة خاصة، وذلك عن طريق نشر المفاهيم الإسلامية الأصلية والفتاوى الشرعية القويمة.

## وسائل تحقيق الأهداف
يعتمد المجلس لتحقيق أهدافه على عدة وسائل وهي:
- تشكيل لجان متخصصة من بين أعضاء المجلس ذات مهمة مؤقتة أو دائمة ويعهد إليها القيام بالأعمال التي تساعد على تحقيق أغراض المجلس.
- الاعتماد على المراجع الفقهية الموثوق بها، وخصوصا تلك التي تستند إلى الأدلة الصحيحة.
- الاستفادة من الفتاوى والبحوث الصادرة عن المجامع الفقهية والمؤسسات العلمية الأخرى.
- بذل المساعي الحثيثة لدى الجهات الرسمية في الدول الأوروبية للاعتراف بالمجلس رسميا، والرجوع إليه لمعرفة أحكام الشريعة الإسلامية.
- إقامة دورات شرعية لتأهيل العلماء والدعاة.
- عقد ندوات لدراسة بعض الموضوعات الفقهية.
- إصدار نشرات وفتاوى دورية وغير دورية وترجمة الفتاوى والبحوث والدراسات إلى اللغات الأوروبية.
- إصدار مجلة باسم المجلس تنشر فيها مختارات من الفتاوى والبحوث والدراسات التي يناقشها المجلس أو التي تحقق أهدافه.

## المؤتمرات (اللقاءات الدورية)
منذ تأسيسه عقد المجلس 24 مؤتمرا أو ما يسميه لقاءات دورية:
| الدورة | المدينة  | الدولة          | التاريخ                       |
| ------ | -------- | --------------- | ----------------------------- |
| 1      | سراييفو  | البوسنة والهرسك | 29 - 30 مارس 1997             |
| 2      | دبلن     | جمهورية أيرلندا | 9 - 11 مايو 1998              |
| 3      | كولونيا  | ألمانيا         | 19 - 22 مايو 1999             |
| 4      | دبلن     | جمهورية أيرلندا | 27 - 31 أكتوبر 1999           |
| 5      | دبلن     | جمهورية أيرلندا | 4 - 7 مايو 2000               |
| 6      | دبلن     | جمهورية أيرلندا | 28 أغسطس - 1 سبتمبر 2000      |
| 7      | دبلن     | جمهورية أيرلندا | 24 28 يناير 2001              |
| 8      | فالنسيا  | إسبانيا         | 18 - 22 يوليو 2001            |
| 9      | باريس    | فرنسا           | 13 - 17 يوليو 2002            |
| 10     | دبلن     | جمهورية أيرلندا | 22 26 يناير 2003              |
| 11     | ستوكهولم | السويد          | 1 - 7 يوليو 2003              |
| 12     | دبلن     | جمهورية أيرلندا | 31 ديسمبر 2003 - 4 يناير 2004 |
| 13     | لندن     | المملكة المتحدة | 7 - 10 يوليو 2004             |
| 14     | دبلن     | جمهورية أيرلندا | 23 - 27 فبراير 2005           |
| 15     | إسطنبول  | تركيا           | 29 يونيو - 3 يوليو 2005       |
| 16     | إسطنبول  | تركيا           | 3 - 9 يوليو 2006              |
| 17     | سراييفو  | البوسنة والهرسك | 15 - 20 مايو 2007             |
| 18     | باريس    | فرنسا           | 1 - 5 يوليو 2008              |
| 19     | إسطنبول  | تركيا           | 30 يونيو - 4 يوليو 2009       |
| 20     | إسطنبول  | تركيا           | 24 - 27 يونيو 2010            |
| 21     | دبلن     | جمهورية أيرلندا | 28 يونيو - 2 يوليو 2011       |
| 22     | إسطنبول  | تركيا           | 26 - 30 يونيو 2012            |
| 23     | سراييفو  | البوسنة والهرسك | 25 - 28 يونيو 2013            |
| 24     | إسطنبول  | تركيا           | 16 - 19 أغسطس 2014            |

## أعضاؤه
- رئيس المجلس: يوسف القرضاوي ( مصر/ قطر).
- نائب الرئيس: علي محي الدين القرة داغي ( قطر).
- نائب الرئيس: عبد الله بن يوسف الجديع ( العراق).
- الأمين العام: حسين محمد حلاوة ( جمهورية أيرلندا).
- مساعد الأمين العام: عبد المجيد النجار ( تونس).
- عضو الأمانة العامة: أحمد جاب الله ( فرنسا).
- عضو الأمانة العامة: سالم الشيخي ( ليبيا).

- راشد الغنوشي ( تونس).
- سلمان العودة ( السعودية).
- أحمد علي الإمام ( السودان).
- أحمد كاظم الراوي ( المملكة المتحدة).
- أنيس قرقاح ( الجزائر/ فرنسا).
- البقالي الخمار ( المغرب).
- مصطفى سيريتش ( البوسنة والهرسك).
- جمال بدوي ( مصر).
- حسين حامد ( مصر).
- حمزة بن حسين الفعر الشريف ( السعودية).
- صلاح الدين سلطان ( مصر).
- صهيب حسن أحمد ( المملكة المتحدة).
- طاهر مهدي ( فرنسا).
- عبد الستار أبو غدة ( سوريا).
- عبد الله بن بيه ( موريتانيا).
- عجيل جاسم النشمي ( الكويت).
- عصام الدين البشير ( السودان).
- عبد الله بن علي سالم
- العربي البشري
- محبوب الرحمن
- محمد صديق
- محمد علي المنصوري
- مصطفى ملا أغلو
- نهاد عبد القدوس جفتيجي

## طريقة إصدار الفتاوى والقرارات
تصدر الفتاوى والقرارات باسم المجلس في الدورات العادية أو الطارئة بإجماع الحاضرين إن أمكن، أو بأغلبيتهم المطلقة، ويحق للمخالف أو المتوقف من الأعضاء إثبات مخالفته، حسب الأصول المعمول بها في المجامع الفقهية.

وينص النظام الأساسي على أنه لا يحق لرئيس المجلس ولا لعضو من أعضائه إصدار الفتاوى باسم المجلس ما لم يكن موافقا عليها من قبل المجلس نفسه، ولكل منهم أن يفتي بصفته الشخصية، من غير أن يذيل فتواه بصفة عضويته في المجلس، أو أن يكتبها على أوراق المجلس الرسمية.

## كتب صادرة عن المجلس
- فقه المواطنة للمسلمين في أوروبا،[4] عبد المجيد النجار.
- القرارات والفتاوى، من الدورة الأولى إلى الدورة العشرين،[5] المجلس نفسه.
- تعيين أوائل الشهور القمرية بين الرؤية والحساب،[6] محمد الهواري.

## مقالات ذات صلة
- اتحاد المنظمات الإسلامية في أوروبا
- الإسلام في أوروبا

## وصلات خارجية
- الموقع الرسمي للمجلس.